# Радио
«Ра́дио» (укр. Радіо) — масовий щомісячний науково-технічний журнал, присвячений радіоаматорству, домашній електроніці, аудіо/відео, комп'ютерам і телекомунікаціям.
Видавався з 1924 року під назвою «Радиолюбитель», яку змінив на назву «Радіо» в 1946 році. Тривалий час був єдиним масовим виданням для вітчизняних радіофахіців і аматорів. В 1970-х жорстко лімітувався. Наприкінці 1970-х — початку 1980-х, коли лімітування цього видання було скасовано, його місячний наклад сягав 1 млн примірників.
На сьогодні є найавторитетнішим російським виданням даного спрямування.